# NHL 2K10
NHL 2K10 est un jeu vidéo de hockey sur glace développé par Visual Concepts et édité par 2K Sports. Le jeu sort en 2009 sur Wii, PlayStation 2, Xbox 360 et PlayStation 3.

## Accueil
- Jeuxvideo.com : 16/20[1]